# 鄺鴻
鄺鴻（?—?），字劇孟，邝露长子，籍贯广东南海人，明朝政治人物。

## 簡歷
明代广东收藏家鄺露之子。少时狂放不羁，工于诗，善击剑。顺治三年正月，鄺鴻率領北山義旅千餘人與清兵激戰，於廣州東郊戰死。